# Gredetin
Gredetin (em cirílico: Гредетин) é uma vila da Sérvia localizada no município de Aleksinac, pertencente ao distrito de Nišava, na região de Ponišavlje. A sua população era de 532 habitantes segundo o censo de 2011.

## Demografia
| 1948 | 1953 | 1961 | 1971 | 1981 | 1991 | 2002 | 2011 |
| ---- | ---- | ---- | ---- | ---- | ---- | ---- | ---- |
| 992  | 1060 | 992  | 929  | 858  | 784  | 659  | 532  |